# Zagrosia davatchii
Zagrosia davatchii är en insektsart som beskrevs av Marius Descamps 1967. Zagrosia davatchii ingår i släktet Zagrosia och familjen Dericorythidae. Inga underarter finns listade i Catalogue of Life.